# Rotifera
I Rotiferi (Rotifera Cuvier, 1798) (dal latino: rota, "ruota" e ferō, "porto") costituiscono un phylum di animali pseudocelomati microscopici. La loro lunghezza tipica è tra 0,1 e 0,5 mm. Sono comuni nelle acque dolci di tutto il mondo, poche sono invece le specie marine. Si spostano nell’acqua contraendosi e allungandosi, facendo leva su due peduncoli posteriori. 

## Riproduzione
In alcune specie i maschi sono di ridotte dimensioni e in alcune sono scomparsi: in questi casi la riproduzione avviene unicamente per partenogenesi.
In alcune specie la riproduzione è principalmente partenogenetica ma ogni tanto vengono prodotti maschi di dimensioni ridotte, spesso neppure in grado di nutrirsi, e unicamente adibiti alla fecondazione. In queste specie gli zigoti ottenuti da fecondazione costituiscono forme di resistenza nei periodi di essiccamento dei corpi idrici che abitano: essi riprendono lo sviluppo al ripristino delle condizioni adatte alla sopravvivenza.
Nei rotiferi, come in alcuni crostacei (cladoceri, ostracodi), si realizza un'alternanza irregolare, non ciclica, tra generazioni anfigoniche e generazioni partenogenetiche. In particolare i rotiferi presentano un ciclo biologico molto complesso in risposta al loro adattamento ad ambienti che variano nel tempo (acque astatiche, ecc.)
Nelle forme dicogononti dulciacquicole quasi tutti gli individui sono femmine che producono uova per mitosi; queste uova si sviluppano partenogeneticamente e le rispettive popolazioni sono
rappresentate da cloni geneticamente indipendenti.
Nelle forme monogononti si riscontrano, invece, maschi aploidi e due tipi diversi di femmine che possono generare due cicli riproduttivi distinti: ciclo amittico (femmine amittiche o virginopore) e ciclo mittico (femmine mittiche o sessuopore).
Le femmine amittiche producono uova diploidi con guscio sottile che si sviluppano partenogeneticamente; queste uova vengono anche dette "uova subitanee o estive" in quanto vengono prodotte d'estate, quando le condizioni sono favorevoli e si sviluppano in breve tempo. In tal modo si producono, sempre per partenogenesi, più generazioni di femmine amittiche, con conseguente rapido accrescimento della popolazione, già depauperata dalle precedenti condizioni sfavorevoli. Nello stesso periodo alcune femmine amittiche producono una o più generazioni di femmine mittiche le quali, a seguito di meiosi, producono uova aploidi che evolvono in individui maschi. Questi ultimi cominciano a fecondare le uova aploidi presenti ora nella popolazione; queste uova fecondate ("uova durature o invernali") sviluppano un guscio e sono in grado di resistere alle basse temperature e al disseccamento, rimanendo in uno stato di vita (sviluppo) latente sino a quando non si ristabiliscono le condizioni favorevoli, allorquando accelerano il loro sviluppo ed evolvono in femmine amittiche.

## Sistematica
Ci sono circa 2 000 specie, raggruppate in tre classi:
- Seisonidea
- Bdelloidea
- Monogononta

Gli Acantocefali, il phylum più strettamente affine ai Rotiferi, sono a volte considerati una quarta classe. Anche gli Gnatostomulidi dovrebbero avere una stretta affinità filogenetica con i Rotiferi, evidenziata da un organo molto simile al mastax. Questi phyla costituiscono un gruppo forse correlato con i Trocozoi, come suggerito dalla presenza di una larva simile ad una trocofora in alcuni, e forse anche agli Ecdisozoi.

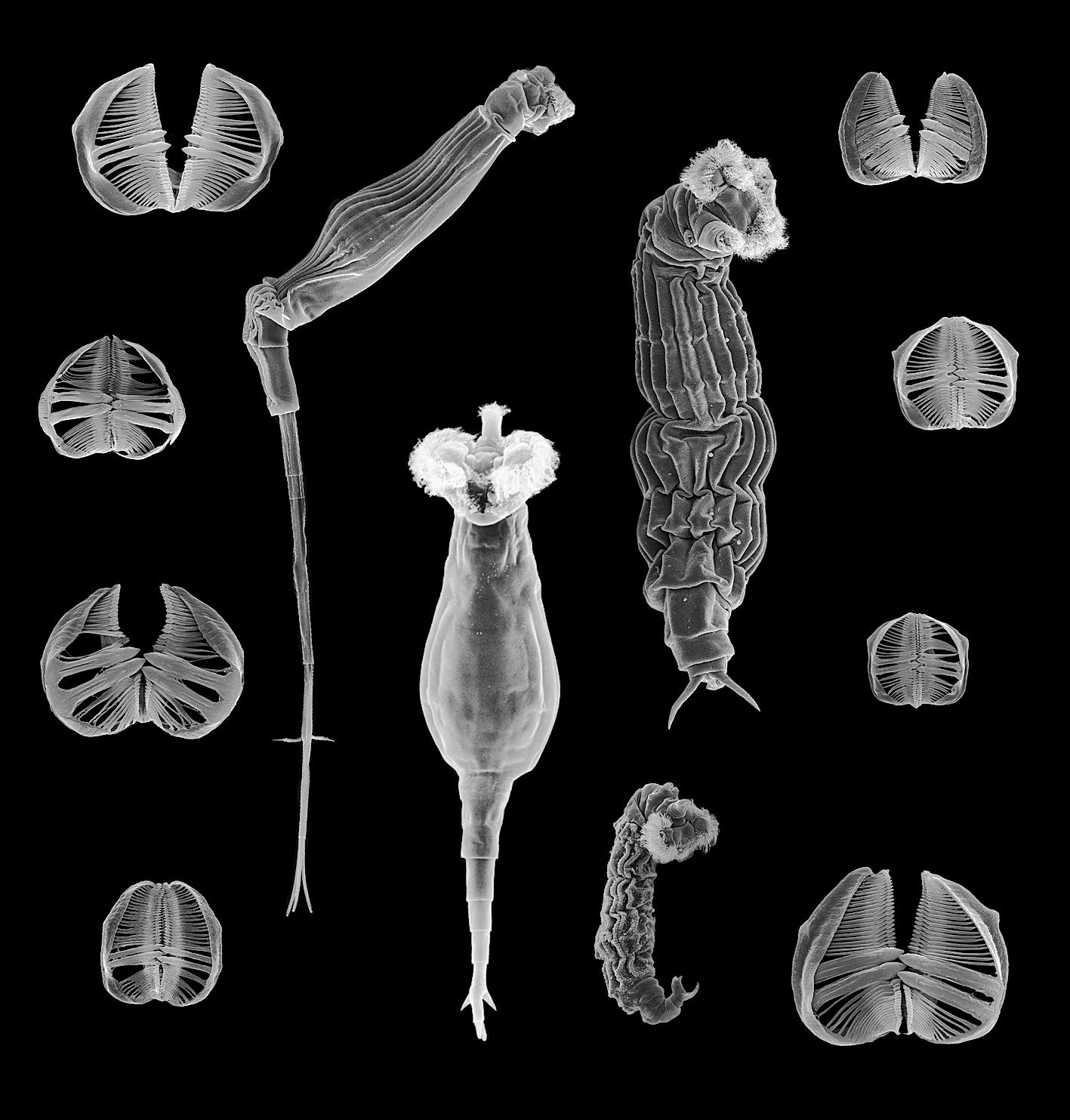
Esempi di Bdelloidea
Esempio di Monogononta: Brachionus quadridentatus